# Jim Davidson (attore statunitense)
Jim Davidson (Lewisburg, 18 gennaio 1963) è un attore statunitense, conosciuto per aver interpretato il sergente T.C. Callaway in Pacific Blue.
Davidson ha anche diretto alcuni episodi di Pacific Blue. Lui è apparso in alcune serie televisive, come Sentieri, Beautiful, CSI: Miami, Streghe ed Ally McBeal.

## Doppiatori italiani
Nelle versioni in italiano delle opere in cui ha recitato, Jim Davidson è stato doppiato da:
- Stefano Benassi in Pacific Blue
- Natale Ciravolo in CSI: Miami